# Firūzkuh (Verwaltungsbezirk)
Firuzkuh (persisch فیروزکوه Firūzkūh) ist ein Schahrestan (persisch شهرستان) im Osten der Provinz Teheran im Iran. Er enthält die Stadt Firūzkuh, welche die Hauptstadt des Kreises ist.

## Demografie
Bei der Volkszählung 2016 betrug die Einwohnerzahl des Kreises 33.558. Die Alphabetisierung lag bei 88,9 Prozent der Bevölkerung. Knapp 45 Prozent der Bevölkerung lebten in urbanen Regionen.
| Zensusjahr | Einwohnerzahl |
| ---------- | ------------- |
| 2011       | 38.712        |
| 2016       | 33.558        |